# I Won't Be Home for Christmas
Singles de Blink-182
Stay Together for the Kids
(2002) Feeling This
(2003)
I Won't Be Home for Christmas est une chanson du groupe Blink-182 qui n'est sortie sur aucun album studio du groupe. Sa version single est sortie le 16 octobre 2002, mais elle était déjà présente sur le single Josie datant de 1997. Elle est jouée à la batterie par le batteur d'origine du groupe, Scott Raynor, qui ne faisait plus partie du groupe au moment de la sortie du single.

## Liste des pistes
| I Won't Be Home for Christmas | I Won't Be Home for Christmas | I Won't Be Home for Christmas | I Won't Be Home for Christmas | I Won't Be Home for Christmas | I Won't Be Home for Christmas | I Won't Be Home for Christmas | I Won't Be Home for Christmas | I Won't Be Home for Christmas | I Won't Be Home for Christmas |
| No                            | Titre                         | Auteur                        | Durée                         |                               |                               |                               |                               |                               |                               |
| ----------------------------- | ----------------------------- | ----------------------------- | ----------------------------- | ----------------------------- | ----------------------------- | ----------------------------- | ----------------------------- | ----------------------------- | ----------------------------- |
| 1.                            | I Won't Be Home for Christmas | Blink-182                     | 3:04                          |                               |                               |                               |                               |                               |                               |
| 2.                            | All the Small Things          | Blink-182                     | 2:48                          |                               |                               |                               |                               |                               |                               |
| 3.                            | Josie                         | Blink-182                     | 3:19                          |                               |                               |                               |                               |                               |                               |
| 4.                            | Please Take Me Home           | Blink-182                     | 3:05                          |                               |                               |                               |                               |                               |                               |
| 7:02                          |                               |                               |                               |                               |                               |                               |                               |                               |                               |

## Collaborateurs
- Mark Hoppus — Chant, Basse
- Tom DeLonge — Chant, Guitare
- Scott Raynor — Batterie